# Didier Caron
 (avril 2012).
Si vous disposez d'ouvrages ou d'articles de référence ou si vous connaissez des sites web de qualité traitant du thème abordé ici, merci de compléter l'article en donnant les références utiles à sa vérifiabilité et en les liant à la section « Notes et références ».
Pour les articles homonymes, voir Caron.
Didier Caron est un comédien, scénariste et auteur de théâtre français, né le 12 juin 1963.
Il est connu pour le personnage de Robert Bineau dans la série Blague à part. On lui doit également Un vrai bonheur, pièce de théâtre qu'il a lui-même adaptée au cinéma en 2005.

## Biographie
Didier Caron a d'abord travaillé dans une banque. Au bout de quelques années, il décide de quitter son métier, devient comédien et se lance dans l'écriture de pièces de théâtre.
Il cosigne la pièce Charité bien ordonnée qui reste un an à l'affiche du Théâtre du Splendid.
À noter sa participation dans une publicité pour la marque Lactel.
En 1993, il joue dans l'émission humoristique BVP - Baffie Vérifie la Pub de et avec Laurent Baffie diffusée sur Canal+.
De 1998 à 2000, toujours sur Canal+, il joue dans la sitcom Blague à part diffusée les samedis soirs après la série H. Il y interprète le personnage naïf mais attachant de Robert Bineau, présentateur de l'émission "Le Bob Achat".
Mais la consécration populaire arrive avec la pièce Un vrai bonheur, comédie de mariage et de remariage, tant et si bien qu'il l'adapte au cinéma en 2005 et lui donne une suite quelques années plus tard.
En 2008, il dirige le Théâtre Michel[réf. incomplète]. En 2018, après 10 ans à la tête de ce théâtre, il le vend à Sébastien Azzopardi et Francis Nani pour se consacrer davantage à l'écriture et la mise en scène. Il enchaine alors les productions de ses pièces : La Monnaie de la pièce, le jardin d'Alphonse qui sera diffusé également sur la chaine C8 ; Il reprend sa pièce Fausse Note, qui est également jouée dans les pays de l'Est (Russie, Ukraine, Biélorussie) où elle rencontre un grand succès, elle sera jouée au théâtre de la Contrescarpe après Avignon et une tournée nationale.
En 2020, il produit au théâtre du Funambule sa nouvelle comédie Un Cadeau Particulier.
Par ailleurs, Didier Caron a adapté divers films pour le théâtre : la Route de Madison avec Alain Delon et Mireille Darc au théâtre Marigny puis plus tard Kramer contre Kramer au Bouffes-Parisiens avec Frédéric Diefenthal. Il adapte également Coiffure pour Dames, pièce qui sera jouée en tournée et au théâtre Michel, puis Columbo - Meurtre sous prescription avec Martin Lamotte. En 2020, il adapte Uranus de Marcel Aymé, précédemment adapté au cinéma par Claude Berri.
Il crée également sa propre société de productions Des Histoires de Théâtre et s'associe à Isabelle Decroix pour monter une société de tournées Les Productions du Cidd.

## Œuvre théâtrale
- 1991-1994 : Charité bien ordonnée
- 2000 : Un monde merveilleux (repris en 2011 et 2017)
- 2002 : Un Vrai bonheur
- 2005 : Les vérités vraies
- 2006 : Un Vrai Bonheur 2
- 2007 : La Route de Madison (adaptation)
- 2008 : L'huître
- 2011 : Un Pavé Dans La Cour
- 2011 : Kramer contre Kramer (adaptation)
- 2014 : Les Nombrils
- 2015 : La Monnaie de la Pièce
- 2016  Coiffure et Confidence (adaptation)
- 2017 : Fausse Note
- 2017 : Columbo (adaptation)
- 2017 : Le Jardin d'Alphonse
- 2018 : Fausse Note (nouvelle distribution)
- 2020 : Un Cadeau Particulier
- 2022 : Un conseil d'ami
- 2024 : Le Duplex

## Filmographie
- 1990 : Un sale quart d'heure pour l'art
- 1993 : Baffie vérifie la pub, (TV) de & avec Laurent Baffie & Pascal Sellem (programme court c+)
- 1996 : Fallait pas!... : Le boulanger
- 1998-2001 : Blague à part, série TV (56 épisodes sur 57) de Daive Cohen et Éric Laugerias : Robert Bineau
- 2000 : Meilleur Espoir féminin : Un employé au club
- 2001 : Tanguy : Docteur Paul

### Réalisateur
- 2005 : Un vrai bonheur, le film (adapté de la pièce de théâtre Un vrai bonheur)